# Стюарт-Манор (Нью-Йорк)
Стюарт-Манор (англ. Stewart Manor) — селище (англ. village) в США, в окрузі Нассау штату Нью-Йорк. Населення — 1992 особи (2020).

## Географія
Стюарт-Манор розташований за координатами 40°43′13″ пн. ш. 73°41′7″ зх. д. / 40.72028° пн. ш. 73.68528° зх. д. (40.720172, -73.685300).  За даними Бюро перепису населення США в 2010 році селище мало площу 0,54 км², уся площа — суходіл.

## Демографія
Згідно з переписом 2010 року, у селищі мешкало 1896 осіб у 699 домогосподарствах у складі 536 родин. Густота населення становила 3491 особа/км².  Було 711 помешкання (1309/км²).
Расовий склад населення:
| - 90,5 % — білих - 4,8 % — азіатів - 2,5 % — чорних або афроамериканців - 0,2 % — вихідців з тихоокеанських островів |

До двох чи більше рас належало 1,4 %. Частка іспаномовних становила 5,0 % від усіх жителів.
За віковим діапазоном населення розподілялося таким чином: 23,4 % — особи молодші 18 років, 56,9 % — особи у віці 18—64 років, 19,7 % — особи у віці 65 років та старші. Медіана віку мешканця становила 44,8 року. На 100 осіб жіночої статі у селищі припадало 88,3 чоловіків;  на 100 жінок у віці від 18 років та старших — 85,8 чоловіків також старших 18 років.
Середній дохід на одне домашнє господарство  становив 134 073 долари США (медіана — 112 917), а середній дохід на одну сім'ю — 151 793 долари (медіана — 125 833). Медіана доходів становила 90 208 доларів для чоловіків та 76 208 доларів для жінок. За межею бідності перебувало 1,0 % осіб, у тому числі 0,0 % дітей у віці до 18 років та 0,7 % осіб у віці 65 років та старших.
Цивільне працевлаштоване населення становило 1002 особи. Основні галузі зайнятості: освіта, охорона здоров'я та соціальна допомога — 27,2 %, фінанси, страхування та нерухомість — 14,3 %, мистецтво, розваги та відпочинок — 12,1 %, науковці, спеціалісти, менеджери — 11,6 %.